# 赵场街道
赵场街道是中华人民共和国四川省宜宾市叙州区下辖的一个街道办事处。
2018年6月19日，国务院批复同意四川省调整宜宾市部分行政区划，将原翠屏区的赵场街道划归叙州区管辖。
2019年8月，撤销普安镇，将其所属行政区域划归赵场街道管辖。

## 行政区划
赵场街道下辖以下村级行政区划单位：
民和社区、五香社区、群力社区、桥咀社区村、长江村、建设村、古叙村、云峰社区村、佛现村、石相村、金星村、幸福村、平滩村、浪洞村、农场村、牛洗社区村、梨子村和芝麻村、迎宾社区、周坝村、普和社区村、风洞村、仙山村、凉井村、光荣村、致益村、川主村、土主村、青龙村、民新村、北平村、福林村、大房村、田坎村、国强村、大理村、英明村和安明村。